# Онда, Юити
Юити Онда (яп. 恩田 祐一 Онда Ю:ити, 24 июня 1980, пос. Мёкокогэн (в наст. вр. город Мёко), преф. Ниигата) — японский лыжник, участник трёх Олимпийских игр, чемпион Азиатских игр, призёр Универсиады. Специалист спринтерских гонок.

## Карьера
В Кубке мира Онда дебютировал в октябре 2002 года, в марте 2003 года первый раз попал в десятку лучших на этапе Кубка мира, в спринте. Всего на сегодняшний момент имеет 10 попаданий в десятку лучших на этапах Кубка мира, 9 в личном и 1 в командном спринте. Лучшим достижением Онды в общем итоговом зачёте Кубка мира является 39-е место в сезоне 2006-07.
На Олимпиаде-2006 в Турине стал 12-м в командном спринте и 26-м в личном спринте.
На Олимпиаде-2010 в Ванкувере стартовал в двух гонках: спринт - 17-е место, командный спринт - 13-е место.
За свою карьеру принимал участие в четырёх чемпионатах мира, лучший результат 10-е места в командном спринте на чемпионате мира - 2007 и чемпионате мира - 2009, в личных гонках не поднимался выше 18-го места.
Использует лыжи производства фирмы Fischer.